# Rio Fântâna Mare
O Rio Fântâna Mare é um rio da Romênia, afluente do Vărşag, localizado no distrito de Harghita.